# 도사견

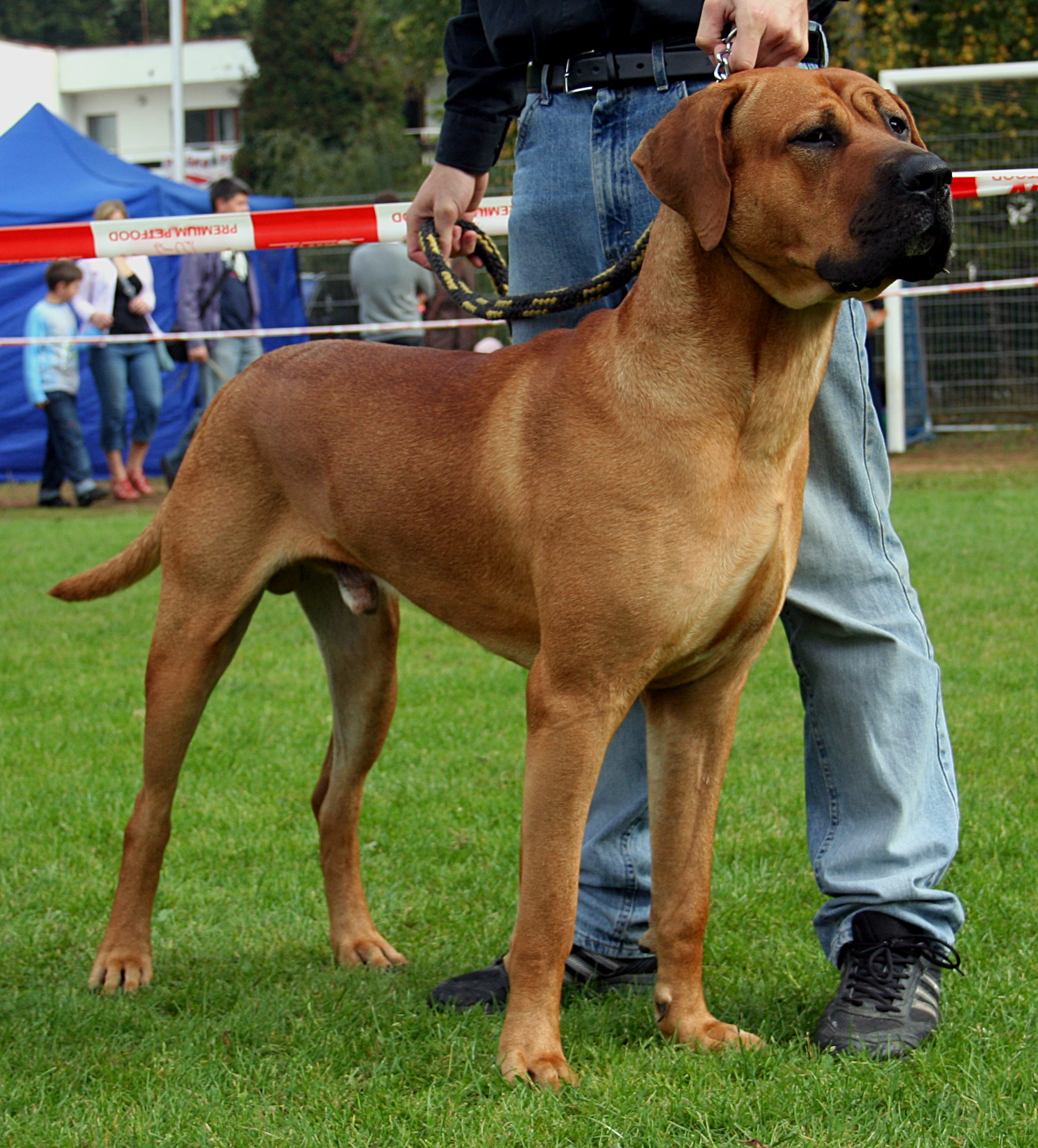
도사견

도사견(일본어: 土佐犬) 또는 도사투견(일본어: 土佐闘犬)은 일본의 개화기 무렵부터 투견이 융성한 시코쿠 도사번에서 지방 고유 품종인 시코쿠 견(四国犬)과 마에다 견(前田犬), 올드 잉글리쉬 불도그, 마스티프, 불독, 불테리어, 세인트 버나드, 그레이트 데인 등의 교미로 생겨난 개의 품종이다. 도사 투견을 약칭해 도사 견으로 더 알려져 있다. 또, 일본 매스티프란 이명도 있다.

## 특징
털색은 붉은 색, 갈색, 흑색, 백색 등을 띠며 털은 짧고 거칠다. 체격은 단단한 근육질에 큰 두상을 가지며 마스티프와 닮았다. 꼬리와 귀는 말려져 있다. 무게는 적게는 30kg에서 많게는 100kg를 넘는 것도 있으며 대형견에 속한다. 성격으로는 경계심이 강하다. 그러나 주인으로 인정하는 인간에 대해서는 순종적이다. 수명은 10년 ~ 12년 정도이다.
사육상 주의 사항으로 힘이 세기 때문에 여성과 초심자는 키우기 힘들다. 반드시 목줄을 착용시켜야 된다.
목줄을 묶는 것을 소홀히 하는 등 관리 소홀로 인해 주변인을 물어 부상을 입히는 등의 사고가 신문에 오르는 등 사회문제가 되고 있다.
사용용도로는 투견, 경호견, 반려견등으로 키워지며, 농가에서는 식용을 염두에 두고 키우고 있다.

## 위험 견종으로 취급
영국, 프랑스, 독일 등에서 도사 투견 등 투견을 위험 견종으로 지정해 규제하고 있다. 또, 사육이 허가된 경우에도 입마개 등 관리에 관한 의무가 따라다닌다. 일본에서는 관리 부주의로 인한 사고가 빈번하지만, 국가에서의 규제가 없고, 일부 자치단체에서는 특정견으로 지정해 규제할 뿐이다.
1980년대까지 한국에서는 사나운 대형견에 대명사로 보통명사로도 잘못 알려져 '개 조심'이라고 대문이나 담벼락 크게 쓰여 있으면 견종으로 생각하지 않았기에 도사견이 있다고 예상을 많이 하였다. 또 동네에서 사납다고 유명한 아저씨가 거주하는 집은 동네 아이들이 마주칠 일이 없도록 마치 '개 조심'이라고 적혀 있는 것처럼 위치를 미리 공유하고 피해 다녔다고 한다.

## 같이 보기
- 로트와일러